# Georg Lienbacher
Georg Lienbacher (18. dubna 1822 Mittersill – 14. září 1896 Salcburk) byl rakouský politik německé národnosti, v 2. polovině 19. století poslanec Říšské rady.

## Biografie
Narodil se v Kuchlu v katolické rodině. Tři jeho bratři se věnovali kněžskému povolání. Jedním z nich byl duchovní Matthias Lienbacher.
Vystudoval gymnázium v Salcburku. Studoval práva na Vídeňské univerzitě. V roce 1847 nastoupil do státní služby. Pracoval na různých soudech. V roce 1854 se stal státním návladním v Budíně, od roku 1859 byl hlavním státním návladním ve Vídni. Pak působil coby referent pro legislativu na ministerstvu spravedlnosti ve vídni. Od roku 1870 byl radou vrchního zemského soudu ve Vídni. V roce 1880 se stal dvorním radou při nejvyšším soudním a kasačním dvoře. Kromě toho byl od roku 1882 členem říšského soudu. Roku 1887 odešel na penzi.
Byl veřejně a politicky činný. V roce 1870 se stal poslancem Salcburského zemského sněmu. V letech 1890–1896 byl i členem zemského výboru. Na sněmu reprezentoval kurii měst, obvod Golling, Kuchl, Abtenau. Poslancem zemského sněmu byl až do své smrti.
Byl i poslancem Říšské rady (celostátního parlamentu Předlitavska), kam nastoupil v prvních přímých volbách roku 1873 za kurii venkovských obcí v Salcbursku, obvod Salcburk, Golling atd. Do parlamentu se dostal za týž obvod opět ve volbách roku 1879. Uspěl zde i ve volbách roku 1885 a volbách roku 1891. V roce 1873 se uvádí jako Georg Lienbacher, c. k. rada vrchního zemského soudu, bytem Vídeň.
V roce 1873 zastupoval v parlamentu opoziční blok. V roce 1878 zasedal v poslaneckém Hohenwartově klubu (tzv. Strana práva, která byla konzervativně a federalisticky orientována). Jako konzervativec se uvádí i po volbách v roce 1879. Patřil mezi nejvýraznější parlamentní postavy. Ačkoliv byl konzervativně a procírkevně orientován, prosazoval speficickou politiku s německorakouskými národnostními akcenty a větším důrazem na centralizaci státu. Nebyl stoupencem federalismu a autonomie jako například čeští nebo slovinští poslanci. Postupně se proto se Stranou práva názorově rozešel. Roku 1881 vstoupil do nového centristického a sociálně reformního klubu na Říšské radě (tzv. Liechtensteinův klub). Po volbách do Říšské rady roku 1885 se uvádí jako člen malé tzv. Lienbacherovy skupiny, která samostatně působila v parlamentu.
Roku 1887 založil spolu s Josefem Alexanderem Schwerem a Michaelem Gmachlem vlastní novou centristickou politickou formaci Klub středu, která stála na politické scéně uprostřed, mezi konzervativci a liberály. Díky ní v roce 1890 ztratili konzervativci svou dlouhodobou převahu na zemském sněmu. Šlo o předchůdce pozdější vlivné Katolické lidové strany. V roce 1890 se uvádí na Říšské radě jako poslanec bez klubové příslušnosti.
Byl dvakrát ženatý, obě manželství byla bezdětná. Zemřel v září 1896. Od května 1896 byl nemocen.